# راه‌آهن تهران-شاه‌عبدالعظیم
|                                                            |  |  |
| ماشین دودی در گذشته و امروز (در محوطه ایستگاه متروی شهرری) |  |  |

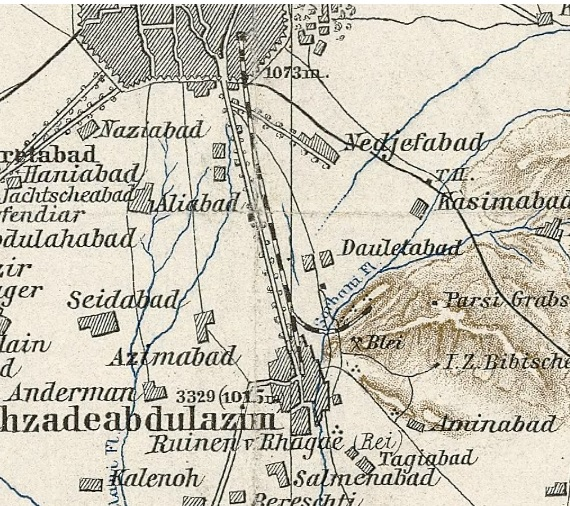
نقشه راه‌آهن تهران-شاه‌عبدالعظیم از نقشه سال ۱۲۷۹ خورشیدی تهران

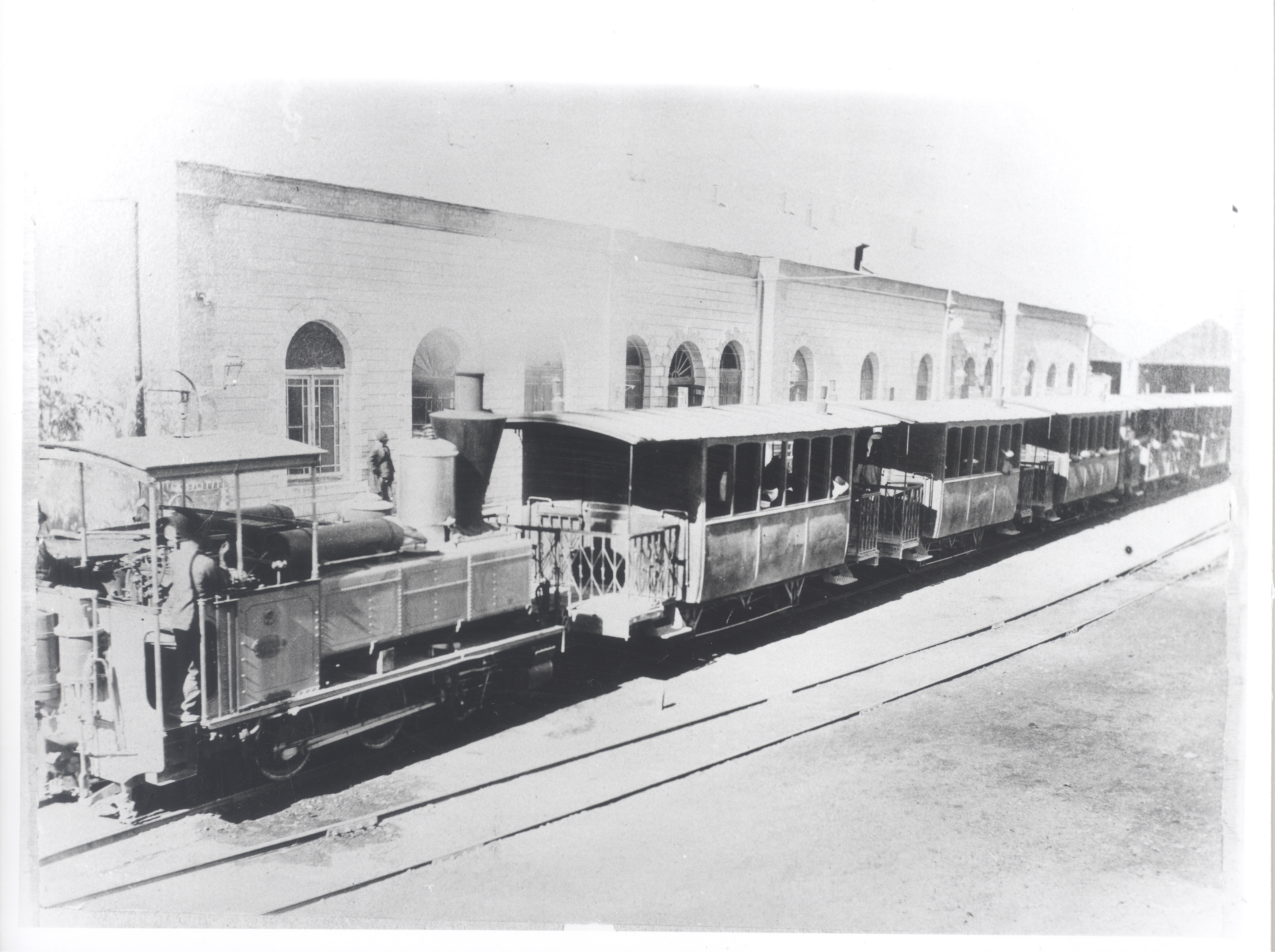

راه‌آهن تهران-شاه‌عبدالعظیم یا راه‌آهن تهران-ری همچنین با نام ماشین دودی، نامی بود که در تهران قدیم به اولین خط آهن ایران که میان تهران و شهر ری کشیده شده بود داده بودند. علت این نامگذاری بخاری بود که از دودکش قطار آن خارج می‌شد.
از میان طرحها و نقشه‌ها و امتیازات راه‌آهن در ایران، نخست راه‌آهن حضرت عبدالعظیم جامه عمل پوشاند. چه بر طبق احصائیه‌های آن دوران تخمین زده شده بود که سالیانه قریب سیصد هزار نفر به زیارت رم حضرت عبدالعظیم می‌روند و این خود منبع درآمد ثابت معینی بود. از طرف دیگر امتداد راه‌آهن از تهران بجنوب خواه و ناخواه بایست از این قسمت آغاز شود.
ناصرالدین‌شاه قاجار، امتیاز احداث راه‌آهنی از تهران به ری را به مهندس و شکارچی امتیازات فابیوس بواتال (به فرانسوی: Fabius Boital) ارائه می‌کند، او همچنین امتیاز احداث تراموای تهران را نیز دریافت می‌کند، ولی به نظر می‌رسد که این شخص فرانسوی دارای منابع مالی کافی نبوده و لذا، این امتیاز را به یک شرکتی بلژیکی واگذار می‌کند، بنابراین شرکت «شرکت راه‌آهن و ترامواهای پارس با مسئولیت محدود» در تاریخ ۱۷می ۱۸۸۷ (۲۷ اردیبهشت ۱۲۶۶ خورشیدی) باسرمایه ۲ میلیون فرانک در بلژیک به ثبت می‌رسد.
امتیاز اعطا شده شرکت را مجاز به احداث و بهره‌برداری از راه‌آهن ببن قزوین و قم (از طریق تهران و ری) به مدت ۹۹ سال می‌داشت. با توجه به تعداد زواری که برای زیارت  حرم سفر می‌کردند. طرحی بسیار سودآور به نظر می‌رسید. ولی مدیران شرکت خواسته‌های بیشتری داشتند، خط راه‌آهنی بین دریای خزر و سواحل ایران در جنوب کشور، از طریق تهران. که جامه عمل نپوشاند، به دلیل این که هرگونه ارتباطی برای حمل و نقل سریع بین شمال و جنوب کشور، با منافع دو امپراطوری روسیه و بریتانیا در تضاد بود.

## پروژه و مشخصات فنی آن
اجرای پروژه و احدات خطوط و تأسیسات بسیار مشکل بود، تمامی تجهیزات وملزومات می‌بایست از آنتورپ به بندر باتومی روسیه برکرانه‌های دریای سیاه حمل و از طریق راه‌آهن ماورای قفقاز به بادکوبه، سپس با کشتی از دریای خزر به بندرانزلی و بعد از آن برپشت حیوانات از طریق قزوین به تهران حمل می‌شد. به منظور کاهش هزینه‌ها، شرکت بلژیکی کارکاهی برای بسته‌بندی محموله‌ها در بادکوبه احداث و تمامی حیوانات بارکش مورد نیاز در تفلیس خریداری شد، علاوه بر این ریل‌ها از روسیه خریداری شد، همه این‌ها موجب هزینه‌های فراوانی شد.
طول خط اصلی تقریبی ۵٬۵ مایل (۸٫۸۵ کیلومتر) و دارای دو خط فرعی به طول ۲٬۵ مایلی (۴٫۰۲ کیلومتری) بود. خطوط فرعی، خط اصلی را به چند معدن سنگ آهن درجنوب شرقی تهران متصل می‌کردند. خط اصلی در سال ۱۸۸۸ و خطوط فرعی در سال ۱۸۹۳ راه اندازی شدند.

### لوکوموتیوها
لوکوموتیوهای بخار از نوع ۰-۶-۰ ساخت کارخانه متالوژی توبیز (به فرانسوی: Ateliers Métallurgiques de Tubize)، بلژیک و مدل تیپ ۳۵ (Type 35) بودند که با شماره‌های ۶۶۲ الی ۶۶۵ در سال ۱۸۸۷ تحویل گرددید. بعداً درسال ۱۹۰۵(در زمان سلطنت مظفرالدین شاه قاجار)، یک دستگاه دیگر به شماره ۱۴۳۶ از تیپ ۳۵ بی.آی. اس (Type 35bis)، که با چهار دستگاه اول اندکی تفاوت داشت، نیز تحویل گردید. همه لوکوموتیوها سه محوره، با ۲ سیلندر بخار بودند. که در ایران به این راه‌آهن ماشین‌دودی می‌گفتند.
این نوع از لوکوموتیو مجهز به دیگ بخاری با فشار ۱۰ اتمسفر (تیپ ۳۵) و ۱۲ اتمسفر (تیپ ۳۵ بی.آی. اس)، با سطح گرمایش کل ۳۲٫۴۳ متر مربع، مجهز به شبکه به مساحت ۰٫۵۵۶ متر مربع بود، که شامل ۹۰ لوله برنجی نرم به طول ۲٫۵۸۴ متر بود. قطر سیلندر ۲۴۵ میلی‌متر و کورس پیستون ۴۰۰ میلی‌متر بود.
وزن خالی این دستگاه ۱۲٬۹۲۰ کیلوگرم و ۱۶٬۱۲۰ کیلوگرم در حالت کار و
حجم مخزن سوخت ۰٫۵ مترمکعب و حجم مخزن آب ۱٫۵ مترمکعب بود.
لوکوموتیو دارای طول ۶٬۱۷۸ میلی‌متر و عرض ۱٬۹۱۶ میلی‌متر بود. فاصله بین دو محور خارجی ۲٫۴ متر بوده و لوکوموتیو دودکشی به ارتفاع ۳٫۰۶ متر داشت.
حداکثر سرعت لوکوموتیو ۲۵ کیلومتر بر ساعت و قادر به حفظ آن در طول ۱۰۰ متر بود.
لیست لوکوموتیوهای راه‌آهن شهری تهران-ری
| شماره | زمان تحویل                   | اندازه گذاری ریل (میلی‌متر) | محورها        | مصرف‌کننده                              |
| ----- | ---------------------------- | -------------------------- | ------------- | -------------------------------------- |
| ۶۶۲   | ۱۸ اکتبر ۱۸۸۷. ۲۶ مهر ۱۲۶۶   | ۱٬۰۰۰                      | Cn2t / 0-6-0T | راه‌آهن شهری تهران-ری لوکوموتیو شماره ۱ |
| ۶۶۳   | ۱۸ اکتبر ۱۸۸۷. ۲۶ مهر ۱۲۶۶   | ۱٬۰۰۰                      | Cn2t / 0-6-0T | راه‌آهن شهری تهران-ری لوکوموتیو شماره ۲ |
| ۶۶۴   | ۱۸ اکتبر ۱۸۸۷. ۲۶ مهر ۱۲۶۶   | ۱٬۰۰۰                      | Cn2t / 0-6-0T | راه‌آهن شهری تهران-ری لوکوموتیو شماره۳  |
| ۶۶۵   | ۱۸ نوامبر ۱۸۸۷. ۲۷ آبان ۱۲۶۶ | ۱٬۰۰۰                      | Cn2t / 0-6-0T | راه‌آهن شهری تهران-ری لوکوموتیو شماره ۴ |
| ۱۴۳۶  | ۱۶ فوریه ۱۹۰۵. ۲۷ بهمن ۱۲۸۳  | ۱٬۰۰۰                      | Cn2t / 0-6-0T | راه‌آهن شهری تهران-ری لوکوموتیو شماره ۵ |

### ساختمان ترمینال
ساختمان ترمینال تهران، به سبک اروپایی، در جنوب شرقی پایتخت، نزدیک خیابان دروازه‌خراسان احداث شد. در حدود ۱۵۰ متری بازار اصلی. ترمینال دارای دو سالن مجزا برای خانم‌ها و آقایان و یک سالن ویژه برای شاه بود. واگن‌های مردان و زنان نیز مجزا بود، که خانم‌ها بخش قابل توجهی از مسافرین این راه‌آهن بودند. مسیر خط راه‌آهن ابتدا از روی پلی به طول ۲۶ متر و پس از آن دشتی پوشیده از درختان می‌گذشت. و راه‌آهن توسط پنج پرسنل اروپایی و شصت پرسنل ایرانی اداره می‌شد.
ماشین دودی دو ایستگاه داشت. نقطه آغاز این خط نزدیک خیابان دروازه خراسان (میدان قیام و پارک کوثر فعلی) و نقطه پایانی جلوی در شاه عبدالعظیم در شهر ری بود. مردم به ایستگاه‌های ماشین دودی «گار» می‌گفتند که واژه فرانسوی برای ایستگاه است.
در شروع کار ماشین دودی مردم کنجکاو تهران برای آشنایی با پدیده جدیدی که به شهرشان آمده بود دسته دسته به محل گارماشین که در واقع ایستگاه ماشین دودی بود می‌رفتند؛ ولی هیچ‌کس جرئت و تمایل سوار شدن بر آن را نداشت. تا اینکه ناصرالدین شاه برای اولین بار با گروه زیادی از مقامات مملکتی با ماشین دودی به شهرری مسافرت کرد و همین مسئله باعث تشویق مردم به استفاده از ماشین دودی گردید.
. ولی عواملی باعث کاهش مسافران شد :
 ۱-افزایش تعداد سوانح منجر به مرگ در هنگام راه اندازی راه‌آهن 
۲- قطار به «ماشین شیطان» از طرف روحانیون ملقب شد، وقتی یک سانحه منجر به مرگ یکی از ایشان گردید.
۳- مسیر تردد راه‌آهن کوتاه بوده، خیلی از مردم ترجیح می‌دادند، این مسیر را پیاده یا سواره بر اسب و الاغ، طی کنند
۴- قیمت بالای بلیط

### حوادث در ماشین دودی
هنوز چیزی از احداث راه‌آهن حضرت عبدالعظیم نگذشته بود که ناراحتی‌ها و تصادفات ناشیه از آن آشکارشد زیرا ایرانیان بطرز کار آن آشنا نبودند و گاهگاهی از سر جهالت حرکاتی از آنها صادر می‌شد که موجب گفتگو و اعمال ناشایسته ای می‌گشت که دولت را بزحمت می‌انداخت و چه بسا به فشارهای سیاسی هم می‌رسید.
نخست به تاریخ شنبه ۱۱ ذی القعده ۱۳۰۵ قمری (۳۰ تیرماه ۱۲۶۷ خورشیدی) اعتماد السلطنه می‌نویسد
... شنیدم راه‌آهن جدید طهران که به حضرت عبدالعظیم می‌رود از عدم انضباط جمعی را مقتول و مجروح ساخته…
باز در روز ۲۸ صفر سال ۱۳۰۶ قمری (۱۳ آبان ۱۲۶۷ خورشیدی) که روز زیارتی و حضرت عبدالعظیم شلوغ بوده است، شاگرد نانوایی که در راه‌آهن بود قبل از اینکه قطار بایستد پائین می‌پرد که برود. بدنبال او زنش هم همین کار را می‌کند اما دامن او به چرخ راه‌آهن گیر می‌کند و زیر چرخ می‌افتد و پا و کمرش قطع می‌شود و فوراً می‌میرد. مردم به مأمور کنترل بلیط که یکی از رعایای روسیه بوده است هجوم می‌آورند که چرا ماشین را نگاه نداشتی که این حادثه روی ندهد و از آنجا اعتراض و هیاهو شروع می‌شود و دامنه آن بالا می‌گیرد. این مرد با طپانچه تیراندازی می‌کند و مرد خیاطی کشته می‌شود. مردم نیز به آن شخص فرنگی هجوم آورده و او را بقاعده می‌زنند و مجروح می‌نمایند. حاکم حضرت عبدالعظیم می‌رسد و او را می‌برد. مردم واگن‌های راه‌آهن را می‌شکنند و با نفت آتش می‌زنند … صندلی و پرده و شیشه‌های کالسکه امین الدوله را هم که آنجا رسیده بود است شکسته و غارت می‌کنند.

در روز پنج شنبه همان هفته عده ای را بعنوان مقصر گرفتند و چوب زدند و نایب السلطنه و امین السلطان و امین الدوله برای عذرخواهی از کمپانی به حضرت عبدالعظیم رفتند. ولی رئیس راه‌آهن عذر آنان را نپذیرفته وچهل هزارتومان خسارت مطالبه کرد. مذاکرات دولتیان بجائی نرسید و بالاخره شاه، امام جمعه را مأمور حل اختلافات کرد و او رئیس راه‌آهن را تهدید نمود که ما چهل هزار تومان را می‌پردازیم ولی در مقابل فتوی می‌دهیم که بر این راه‌آهن سوار شدن و استفاده از آن حرام است. رئیس راه‌آهن از ترس زیانهای آینده تسلیم شد و چهل هزار تومان را به پنجهزار تومان مصالحه نمود و این مبلغ بوسیله امین السلطان پرداخته شد.

## عاقبت ماشین دودی
در سال ۱۳۳۵ خورشیدی بر اساس شکایت ساکنان اطراف راه‌آهن و متخصصان راه‌آهن دولتی ایران، مسئولین وزارت راه به مدیر شرکت بلژیکی اعتراض کردند. ولی مدیر شرکت صریحاً اعتراف نمود که اصلاح راه‌آهن تهران-شهر ری غیرممکن است. از طرف دیگر کارشناسان فنی نظر دادند که دیگ بخار لوکوموتیوهای شرکت تماماً فرسوده شده است و واگنها و تراورس‌ها و ریلها کهنه و غیرقابل استفاده می‌باشند و به سیستم‌های ترمز ماشین دودی نمی‌توان اعتماد کرد؛ بنابراین ادامه فعالیت و بهره‌برداری از این خط بی شک موجب بروز حوادث ناگواری خواهد شد. بدین ترتیب خط آهن تهران-شهرری عملاً تعطیل شد. صاحب امتیاز خط تعهد کرده بود که ظرف پنج سال واگنهای اصلی داخل شهر و لوکوموتیوهای بخاری را بدستگاه‌های مدرن برقی تبدیل کند و سرویس تراموای برقی طهران-شمیران را نیز دایر نماید و این کار نیز انجام نشد و کلیه تعهدات شرکت بلژیکی در ایران ناتمام و بلکه بدون اجرا ماند. و از اینرو وزارت دارایی علیه شرکت صاحب امتیاز به دادگاه شکایت کرد… دادگاه نیز بدلایلی قرارداد را لغو نمود… و همه تأسیسات و اموال منقول و غیرمنقول متصرفی شرکت را به مالکیت دولت ایران درآورد و به وزارت دارایی داد و عمر یک امتیاز ۸۶ ساله دوران قاجاری بااین ترتیب به سرآمد.
در اسفند ۱۳۹۷ در پی انجام عملیات عمرانی شهرداری، در پیاده‌رو خیابانی در نزدیکی امامزاده عبدلله شهرری پایه‌های ریل ماشین دودی دوره قاجار به طول حدود ۴۰ متر کشف شد.

## نگارخانه

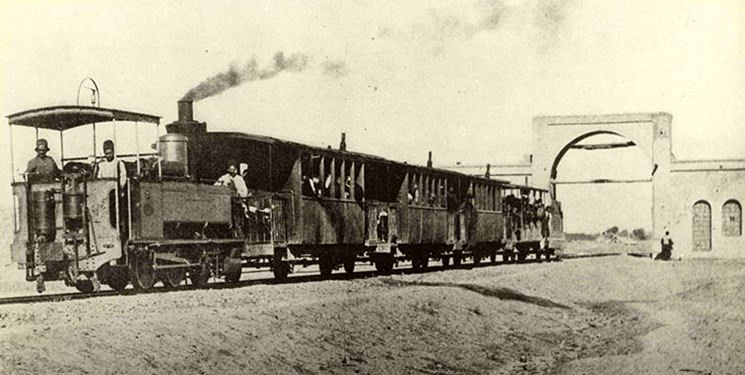
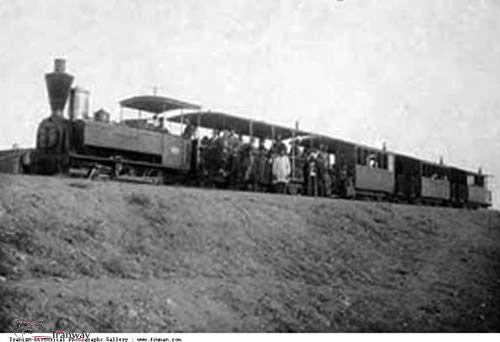
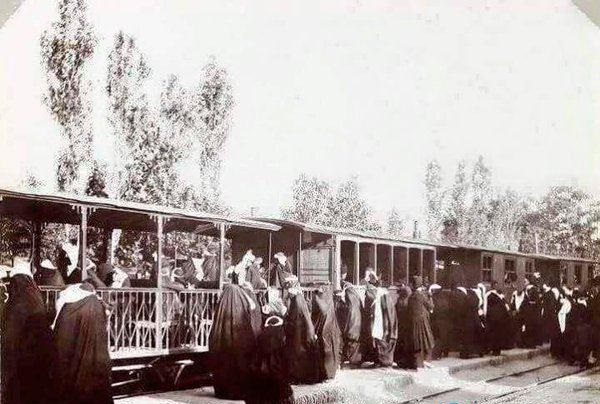